# عین دیس
عین دیس (به عربی: عین الدیس) یک شهرداری در الجزایر است که در استان ام‌البواقی واقع شده‌است. عین دیس ۲٬۷۴۱ نفر جمعیت دارد.